# Биоэлектрические явления
Биоэлектрические явления — те же, что и животное электричество.

## История
Изучать электрические явления начали во 2-й половине XIX века, когда было обнаружено, что некоторые электрические рыбы (скат и угорь) при охоте использовали электрические разряды, оглушив и обездвижив свою добычу. С 1791 по 1792 год итальянские учёные Л.Гальвани и А.Вольта одними из первых дали научное объяснение явления животного электричества. Своими опытами, они достоверно установили факт существования в живом теле электрических явлений, чуть позже указанные явления были обнаружены и в растительных тканях. Для облегчения понимания сущности указанных явлений, любой живой организм можно представить в виде сложной смеси жидкостей и различных химических соединений. Многие из этих соединений находятся в виде ионов, их перераспределение и их транспорт, постоянно имеющие место в процессе жизнедеятельности — вот причина возникновения указанных явлений. Указанные явления исторически возникли как способ более современной связи между отдельными образованиями многоклеточного организма. Возникновением различных форм биоэлектрической активности сопровождается любой акт жизнедеятельности. Регистрация их при помощи специальной аппаратуры расширяет наши возможности в изучении возникновения многих болезней и позволяет диагностировать их. При помощи записи и анализа суммарной электрической активности головного мозга проводят диагностику некоторых нервных и психических болезней, на основе изучения электрической активности сердца определяют многие болезни сердечно-сосудистой системы, на основе указанных явлений, протекающих в мышцах, созданы биоэлектрические протезы верхних и нижних конечностей.